# Верхняя Терсь
Верхняя Терсь — река в Кемеровской области, правый приток Томи (бассейн Оби). Впадает в Томь на 525 км от устья. Длина реки — 95 км. Площадь водосборного бассейна — 1030 км². Средний расход воды — 42,3 м³/с.
Берёт своё начало в Кузнецком Алатау. Типично горная река. Протекает на значительном протяжении в узкой долине с высокими берегами. Общее падение реки от истока до устья составляет 1000 м. Русло изобилует островами и перекатами. Скорость течения на основном протяжении реки 0,7—1,0 м/с в межень, 3,0—4,0 м/с в паводок.
В районе реки расположено месторождение минеральных вод Терсинка.

## Притоки
- 11 км: Верхняя Маганакова
- 12 км: Средний Тустуер
- 29 км: Мутная
- 39 км: Нижний Карангыс
- 43 км: Верхний Карангыс
- 57 км: Таловка
- 75 км: Шат
- 82 км: Серебряная

## Гидрометрия
| Средний расход воды (м³/с) реки Верхняя Терсь по месяцам (замеры производились на гидрологическом посту Осиновое Плесо) |

## Данные водного реестра
По данным государственного водного реестра России относится к Верхнеобскому бассейновому округу, водохозяйственный участок реки — Томь от города Новокузнецк до города Кемерово, речной подбассейн реки — Томь. Речной бассейн реки — (Верхняя) Обь до впадения Иртыша.